# Le Journal d'Anne Frank (téléfilm, 1980)
Pour les articles homonymes, voir Le Journal d'Anne Frank (homonymie).
Pour plus de détails, voir Fiche technique et Distribution.
Le Journal d'Anne Frank (The Diary of Anne Frank) est un téléfilm américain réalisé par Boris Sagal, diffusé pour la première fois le 17 novembre 1980 sur la chaîne de télévision américaine NBC.
Il s'agit de l'adaptation du livre éponyme sur un scénario de Frances Goodrich et Albert Hackett, lesquels avaient déjà écrit le scénario d'une précédente adaptation pour le cinéma : Le Journal d'Anne Frank, réalisé par George Stevens en 1959.
C'est Melissa Gilbert, célèbre pour avoir joué dans la série télévisée La Petite Maison dans la prairie, qui incarne Anne Frank.
Scott Jacoby, qui interprète Peter Van Daan, est le petit-fils de Lou Jacobi qui a joué le rôle de Hans Van Daan, le père de Peter, dans l'adaptation réalisée par George Stevens en 1959.

## Synopsis
Pendant la deuxième guerre mondiale à Amsterdam, Anne Frank, une adolescente juive, et sa famille sont forcées de se cacher pour échapper aux nazis qui occupent les Pays-Bas.

## Fiche technique
- Titre : Le Journal d'Anne Frank
- Titre original : The Diary of Anne Frank
- Réalisation : Boris Sagal
- Scénario : Frances Goodrich et Albert Hackett, d'après le livre Le Journal d'Anne Frank
- Musique : Billy Goldenberg
- Photographie : Ted Voigtlander
- Montage : Garth Craven et Ronald Smith
- Production : Arthur Lewis
- Société de production : 20th Century Fox Television
- Pays d'origine : États-Unis
- Format : Couleur - 1,33:1 - Mono - 35 mm
- Genre : Film biographique, drame
- Durée : 109 minutes
- Dates de première diffusion :
  - États-Unis : 17 novembre 1980

## Distribution
- Melissa Gilbert : Anne Frank
- Maximilian Schell : Otto Frank
- Joan Plowright : Edith Frank
- James Coco : Hans Van Daan
- Doris Roberts : Petronella Van Daan
- Clive Revill : Dr. Dussel
- Scott Jacoby : Peter Van Daan
- Melora Marshall : Margot Frank
- Erik Holland : Mr. Kraler
- Anne Wyndham : Miep Gies

## Nominations
Le téléfilm a reçu une nomination aux Golden Globes et trois nominations aux Emmy Awards en 1981,, :
- Golden Globe de la meilleure mini-série ou du meilleur téléfilm
- Primetime Emmy Award de la meilleure photographie pour Ted Voigtlander
- Primetime Emmy Award du meilleur maquillage pour Scott H. Eddo et Stanley Smith
- Primetime Emmy Award pour accomplissement remarquable individuel (classe spéciale) pour les costumiers Rita Bennett et Bill Blackburn